# Верхнє озеро-ставок з Китаївського каскаду
Верхнє озеро-ставок з Китаївського каскаду — гідрологічна пам'ятка природи місцевого значення у Києві, що входить до Китаївського каскаду озер. Розташоване на території НПП "Голосіївський", в Голосіївському районі міста.

## Опис
Озеро-ставок є частиною Китаївського каскаду озер, що сформувався у долині річки Китаївки. Водойма оточена лісами та болотами, які є середовищем існування багатьох видів рослин і тварин.
В урочищі трапляються види рукокрилих, занесені до Червоної книги України: вечірниця руда, нічниця водяна, нічниця ставкова, вечірниця мала та вечірниця велика.

## Природоохоронний статус
Верхнє озеро-ставок оголошено гідрологічною пам'яткою природи місцевого значення рішенням Київради від 2 грудня 1999 року №147/649. Це рішення спрямоване на збереження водної екосистеми та підтримку біорізноманіття регіону.

## Галерея

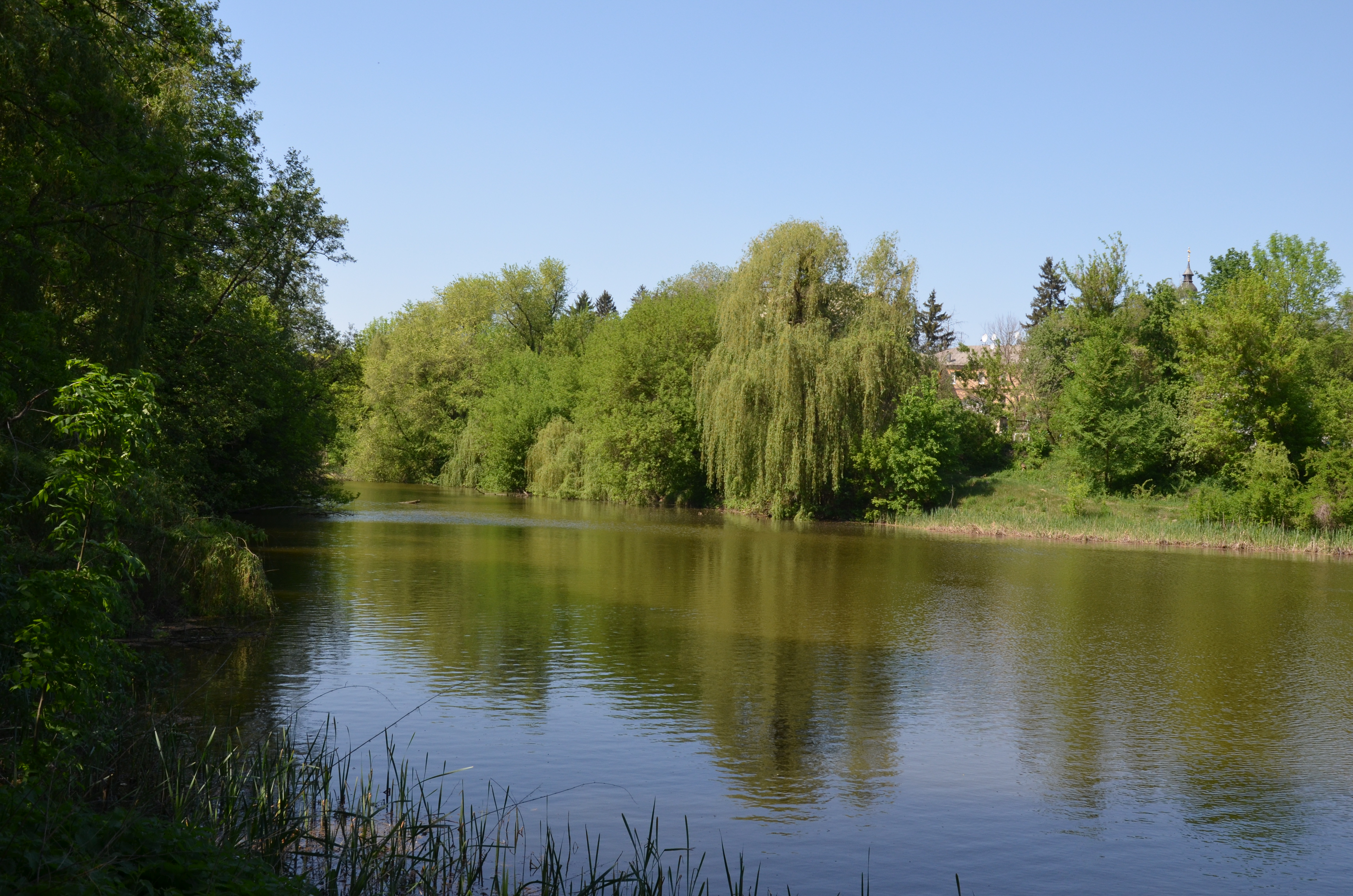
Верхнє озеро-ставок з Китаївського каскаду, вул. Китаївська, 16